# X-MEN Mutant Apocalypse
『エックスメン ミュータントアポカリプス』（X-MEN Mutant Apocalypse）は1995年1月3日にカプコンから発売された、マーベル・コミック刊行のアメリカン・コミック『X-MEN』シリーズを原作としたスーパーファミコン用ゲームソフト。

## ストーリー
ミュータント管理国家であるジェノーシャという場所で、ミュータントはセンチネルによって、次々と収容所へと捉えられていった。さらにこれを利用し、恐ろしい計画が進められていた。この計画を企てたのはアポカリプス。彼はミュータントを改造していき、世界征服のために利用しようとしていったのである。これを阻止するべくX-MENのメンバーはジェノーシャに捉えられているミュータントたちを解放すべく立ち上がったのである。

## プレイアブルキャラクター
サイクロップス

専用ステージは軍用列車を破壊し、鉱山に繋がる線路を分断するミッション。波動拳コマンドでオプティックブラストを発射できる。
ウルヴァリン

専用ステージはセンチネルの工場に潜入し、製造中のセンチネルの破壊を行うミッション。アダマンチウムクローで壁をよじ登るほかに、空中で下に入力しながら攻撃をすると斜めに急降下する技が、昇龍拳コマンドでは対空技が出る。
サイロック
専用ステージはジェノーシャ軍基地周辺で騒ぎを起こす陽動ミッション。
空中で下を入力しながら攻撃すると、相手を蹴りつけて大きく空中に跳ね上がる。波動拳コマンドで前進しながら多段ヒットするサイキックパワーを纏ったパンチを繰り出し、昇龍拳コマンドでは飛び上がり攻撃も行う。
ビースト
専用ステージは基地内部へ潜入しコンピューターからジェノーシャ軍のデータを入手するミッション。
天井などに張り付くことが可能で、ステージもその特性を活かさなければクリアは難しくなっている。
波動拳や昇龍拳コマンドによる技は持っておらず、前に2回入力して攻撃すると高速で前進する頭突きを行う。空中で下を入力しながら攻撃することでヒップドロップを繰り出し、命中すると上に跳ね上がる。そのまま連続でヒップドロップを繰り返すことも可能。
ガンビット
専用ステージはジェノーシャ軍の港の補給基地を襲撃するミッション。
前に2回入力しながら攻撃すると破壊エネルギーを与えたカードを投げつける。波動拳コマンドで行うと複数枚投げつける。カードは真上にも投げることが可能。

## ヴィラン
センチネル（Sentinel）
ウルヴァリン、サイロック、ビーストステージに登場。両目から光線を放ってくる。
ブルード、ブルードクイーン （Brood）

タスク（Tusk）
エマ・フロスト
アポカリプス（Apocalypse）

オメガレッド（Omega Red）

本人ではなく、デンジャールームでの模擬戦となっている。
ジャガーノート（Juggernaut）

オメガレッドと同じく、デンジャールームでの模擬戦となっている。
エクソダス（Exodus）
最終ステージの中ボスとして登場。常に浮遊しながら上空から蹴りを放ってくる。
マグニートー（Magneto）
最終ステージのボス。電磁バリアの状態はこちらからダメージを与えることができない。

## アイテム
- 赤のカプセル
  - 体力が回復する。小と大の2種類ある。
- 青のプレート
  - 3つ集めると残機数が1上がる。

| スタブアイコン | サブスタブ | この項目は、まだ閲覧者の調べものの参照としては役立たない、コンピュータゲームに関連した書きかけの項目です。この項目を加筆・訂正などしてくださる協力者を求めています（P:コンピュータゲーム/PJ:コンピュータゲーム）。 |